# Test de la parcela
El test de la parcela en el método de los elementos finitos simplemente es un indicador de la calidad de un elemento finito, fue desarrollado por Bruce Irons. El test de la parcela utiliza una ecuación en derivadas parciales sobre un dominio que contiene varios elementos elegidos de tal manera que la solución exacta es conocida y puede ser reproducida, en teoría, sin errores. Normalmente, en mecánica, la solución prescrita está formada por desplazamientos que varían según una función lineal por partes en el espacio (llamada solución de deformación constante). Los elementos aprueban el test de la parcela si la solución por elementos finitos es igual a la exacta.
Durante mucho tiempo los ingenieros creyeron que pasar el test de la parcela era suficiente para asegurar la convergencia del elemento finito, esto es, asegurar que la solución dada por el método de elementos finitos convergía hacia la solución exacta de la ecuación en derivadas parciales según se iba refinando la malla. Sin embargo, no era así, y el test de la parcela no es condición suficiente ni necesaria para la convergencia de la solución.
Una definición más amplía del test de la parcela (aplicable a cualquier método numérico, incluyendo el de elementos finitos) abarca cualquier test que evalúe un problema del que se conoce la solución exacta, la cual puede ser reproducida por una aproximación numérica. Por lo tanto, a una simulación hecha por elementos finitos que use funciones de forma lineales le corresponde un test de la parcela para el cual la solución exacta debe ser lineal por partes. Así, a elementos finitos de mayor orden le corresponderán test de mayor orden.